# Opisthograptis lidjanga
Opisthograptis lidjanga är en fjärilsart som beskrevs av Eugen Wehrli 1939. Opisthograptis lidjanga ingår i släktet Opisthograptis och familjen mätare. Inga underarter finns listade i Catalogue of Life.